# Bonde söker fru 2007
Bonde söker fru 2007 hade premiär den 3 oktober på TV4. Programledare var som året innan Linda Isacsson. Den stora skillnaden mot året innan är att det nu inte bara var manliga bönder som söker. I premiärprogrammet fick bönderna sina brev och de fyra som fått flest kommer följas under programmets gång. De fyra bönderna fick välja ut tio personer bland breven som de skulle "speed-dejta" av dessa tio skulle sedan fyra väljas ut för att följa med och bo på gården tillsammans under några veckor.

## Medverkande
De ursprungliga åtta bönderna:
- Anders Johansson, 40 år från Vikingstad.
- Anders Jönsson, 28 år från Dala-Husby.
- Fredrik Karlsson, 24 år från Laholm.
- Karl Petter Bergvall, 24 år från Säffle.
- Margareta Berg, 49 år från Lindesberg.
- Susanne Brännemo, 40 år från Rättvik.
- Torbjörn Carlström, 36 år från Kil.
- Örjan Carlsson, 34 år från Österbymo.

## Bönderna
| Fredrik Karlsson |                   |
| Dejter           | Resultat          |
| Sofia Erlandsson | "Vinnare"         |
| Lena Granström   | Ut i tredje prog. |
| Sofie Bengtsson  | Ut i andra prog.  |
| Jessica Olander  | Ut i första prog. |

| Anders Jönsson   |                   |
| Dejter           | Resultat          |
| Isabel Ornby     | "Vinnare"         |
| Hanna Samuelsson | Ut i tredje prog. |
| Therese Lavas    | Ut i andra prog.  |
| Hanna Edberg     | Ut i första prog. |

| Karl Petter Bergvall |                   |
| Dejter               | Resultat          |
| Jessica Berlin       | "Vinnare"         |
| Matilda Åberg        | Ut i tredje prog. |
| Felicia Kvarnlöf     | Ut i andra prog.  |
| Klara Hall           | Ut i första prog. |

| Susanne Brännemo   |                   |
| Dejter             | Resultat          |
| Per Inge Södervall | "Vinnare"         |
| Ulf Svärdh         | Ut i tredje prog. |
| Jan Willhemsson    | Ut i andra prog.  |
| Patrik Holm        | Ut i första prog. |

I det näst sista programmet fick bönderna åka på semester med sin dejt. Resorna gick till Florens, Island, Cypern och Lissabon. I det sista programmet som sändes den 19 december fick man även veta hur de gått för samtliga åtta bönder efter deras medverkan.